# 石下年安
石下 年安（いしげ としやす、1932年1月16日 - 2000年12月27日）は、日本の射撃競技（クレー射撃）選手、実業家、馬主。オリンピックにクレー・ピジョン（トラップ）種目で出場2回（1964年東京・1976年モントリオール）。日本選手権を3度獲得したほか、アジア競技大会や世界選手権にも出場した。1968年時点で有限会社大谷石商会専務取締役。

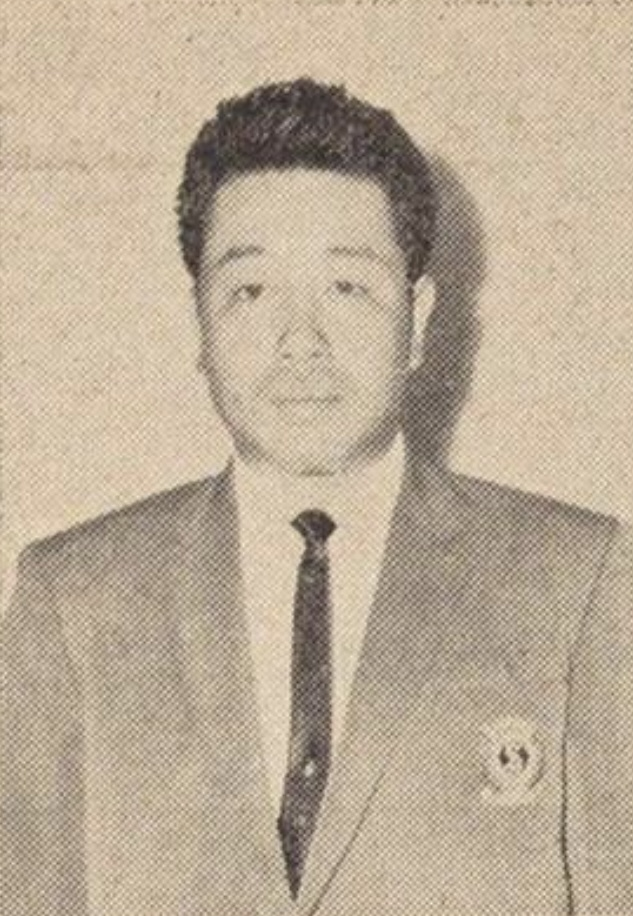
『教育月報』第17巻第176号（1965年）掲載写真

## 経歴
栃木県出身。大東文化大学卒業。高校・大学時代に打ち込んでいたのは野球で、プロ球団の入団テストも受け、最終選考まで進んだという。家業の石材会社を継いでからも野球を続けていたが、大会で骨折し野球をやめた。射撃競技との出会いはその後のことで、28歳の時に友人から勧められてクレー射撃を始めた。
1964年東京オリンピックにトラップ種目で出場（所属は大谷石材）。
1974年、世界選手権の国内予選会で、199点と当時の日本新記録を出した（同時に世界タイ記録でもあった）。
1976年モントリオールオリンピックにクレー・ピジョン（トラップ）種目で出場（所属は大谷石機商会）。
2000年12月27日、肺炎のため獨協医科大学病院で死去。68歳没。

## 馬主活動と主な所有馬

石下の勝負服

日本中央競馬会（JRA）および地方競馬全国協会（NAR）に登録していた馬主としても知られた。勝負服の柄は赤、紫袖、白一文字。栃木県馬主協会会長を1991年時点で務めていた。
主な所有馬
- キングオブダイヤ（1997年中山記念）
- イーシーキング（1999年日刊スポーツ杯、2000年天馬杯、日刊スポーツ杯、とちぎアラブ大賞典）